# Kroatische kampioenschappen veldrijden
De Kroatische kampioenschappen veldrijden zijn een jaarlijks terugkerende wedstrijd om te bepalen welke veldrijder er kampioen van Kroatië wordt.

## Kampioenen

### Elite, mannen
- 2000 : Zak Fonovic
- 2001 : Pavao Roset
- 2002 : Dragan Ilioski
- 2003 : David Demanuelle
- 2004 : David Demanuelle
- 2005 : David Demanuelle
- 2006 : David Demanuelle
- 2007 : David Demanuelle
- 2008 : Pavao Roset
- 2009 : Emanuel Kišerlovski
- 2010 : Pavao Roset
- 2011 : Dani Simcić
- 2012 : Jasmin Becirovic
- 2013 : Filip Turk
- 2014 : Bruno Radotić
- 2015 : Filip Turk
- 2016 : Bojan Gunjević
- 2017 : Bojan Gunjević
- 2018 : Matija Meštrić

### U23
- 2000 : David Demanuelle
- 2001 : Alan Dumic
- 2002 : Rikardo Jugovac
- 2003 : Alan Dumic
- 2004 : Matej Petricević
- 2005 : Darko Blazević
- 2006 : Emanuel Kišerlovski
- 2007 : Vinko Zaninović
- 2009 : Silvano Valcić
- 2011 : Sanjin Sirotić
- 2015 : Mateo Frankovic
- 2016 : Matija Meštrić
- 2017 : Matija Meštrić

### Junioren
- 2003 : Robert Kišerlovski
- 2004 : Robert Kišerlovski
- 2005 : Vidran Vetasovic
- 2006 : Kristjan Cvek
- 2007 : Igor Crnila
- 2010 : Endi Širol
- 2011 : Bruno Maltar
- 2013 : Filip Čengić
- 2014 : Sandi Bažon
- 2015 : Marin Zorko
- 2016 : Matej Zgalin
- 2017 : Josip Meštrić
- 2018 : Roko Frzop

## Vrouwen
- 2009 : Viena Balen
- 2010 : Maja Marukić
- 2011 : Maja Marukić
- 2012 : Mia Radotić
- 2013 : Antonela Ferenčić
- 2014 : Mia Radotić
- 2015 : Gloria Musa
- 2016 : Gloria Musa
- 2017 : Gloria Musa
- 2018 : Maja Perinovic

Kampioenschappen:  Wereldkampioenschappen ·
 Europese kampioenschappen ·
 Pan-Amerikaanse kampioenschappen
 België ·
 Canada ·
 Denemarken ·
 Duitsland ·
 Finland ·
 Frankrijk ·
 Hongarije ·
 Ierland ·
 Italië ·
 Japan ·
 Kroatië ·
 Luxemburg ·
 Nederland ·
 Nieuw-Zeeland ·
 Noorwegen ·
 Oostenrijk ·
 Polen ·
 Servië ·
 Slowakije ·
 Spanje ·
 Tsjechië ·
 Verenigd Koninkrijk ·
 Verenigde Staten ·
 Zweden ·
 Zwitserland
Klassementen:  Wereldbeker ·
 Superprestige ·
 X²O Badkamers Trofee ·
 HSF System Cup ·
 USCX Series ·
 Coupe de France ·
 National Trophy Series ·
 Giro d'Italia Ciclocross ·
 Copa de España ·
 New England Series ·
 Swiss Cyclocross Cup
Overig:  Exact Cross
Voormalig:  EKZ CrossTour ·  Rectavit Series ·  US Cup